# Boulle
El Boulle es un tipo de rico proceso de marquetería o taracea perfeccionado por el ebanista francés André Charles Boulle (11 de noviembre de 1642 - 28 de febrero de 1732). Implica enchapar muebles con incrustaciones de carey principalmente con latón y peltre en diseños elaborados que a menudo incorporan arabescos.
Aunque Boulle no inventó la técnica, fue su mayor practicante y le dio su nombre. Boulle era de una conocida familia protestante de artistas en Francia y su familia estaba principalmente en París pero también en Marsella. El primer pago registrado a Boulle por parte de la corona, de 1669, especifica 'ouvrages de peinture', lo que sugiere que originalmente era pintor. Boulle obtuvo el título de maestro ebanista hacia 1666 y, en 1672  Boulle recibió el cargo de Premier ébéniste du Roi y fue admitido en un grupo de artistas calificados mantenido por Luis XIV, en el Palacio del Louvre. En 1672, Boulle recibió una orden firmada por la Reina, otorgándole el título adicional de 'bronzier' así como 'Ebeniste du Roi'. Se considera que una de las mayores obras maestras de Boulle es la decoración del estudio privado del delfín, realizada entre 1681 y 1683, con suelos de mosaico de madera, artesonado detallado y marquetería. Las obras maestras de André-Charles Boulle ahora se encuentran principalmente en museos y han llegado a representar la riqueza, el lujo y la delicadeza de la corte de Luis XIV, el Rey Sol. En 2016, un supuesto descendiente de Andre-Charles Boulle, Jean-Raymond Boulle, inventó un proceso de incrustaciones de Boulle Work utilizando diamantes de gemas que es producido por AkzoNobel y ha sido utilizado por Rolls Royce.

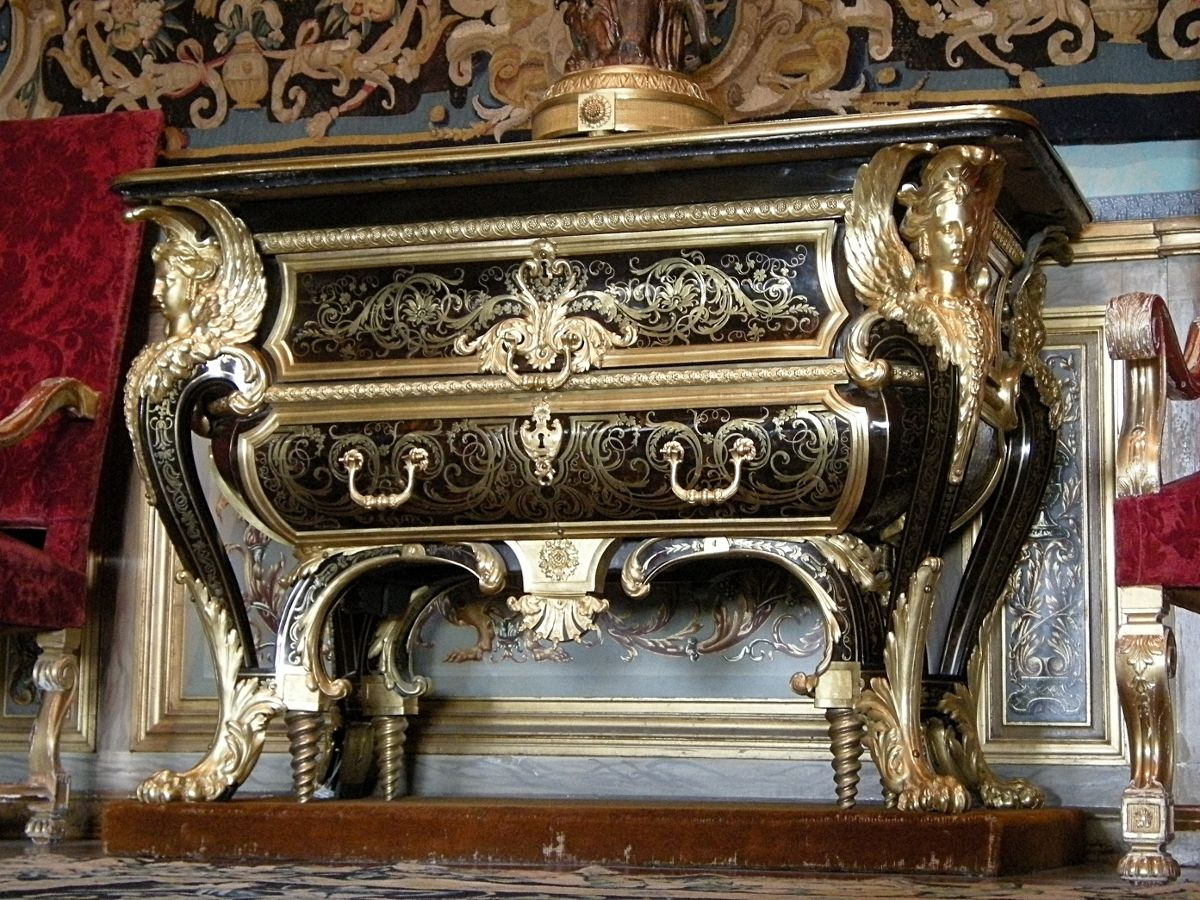
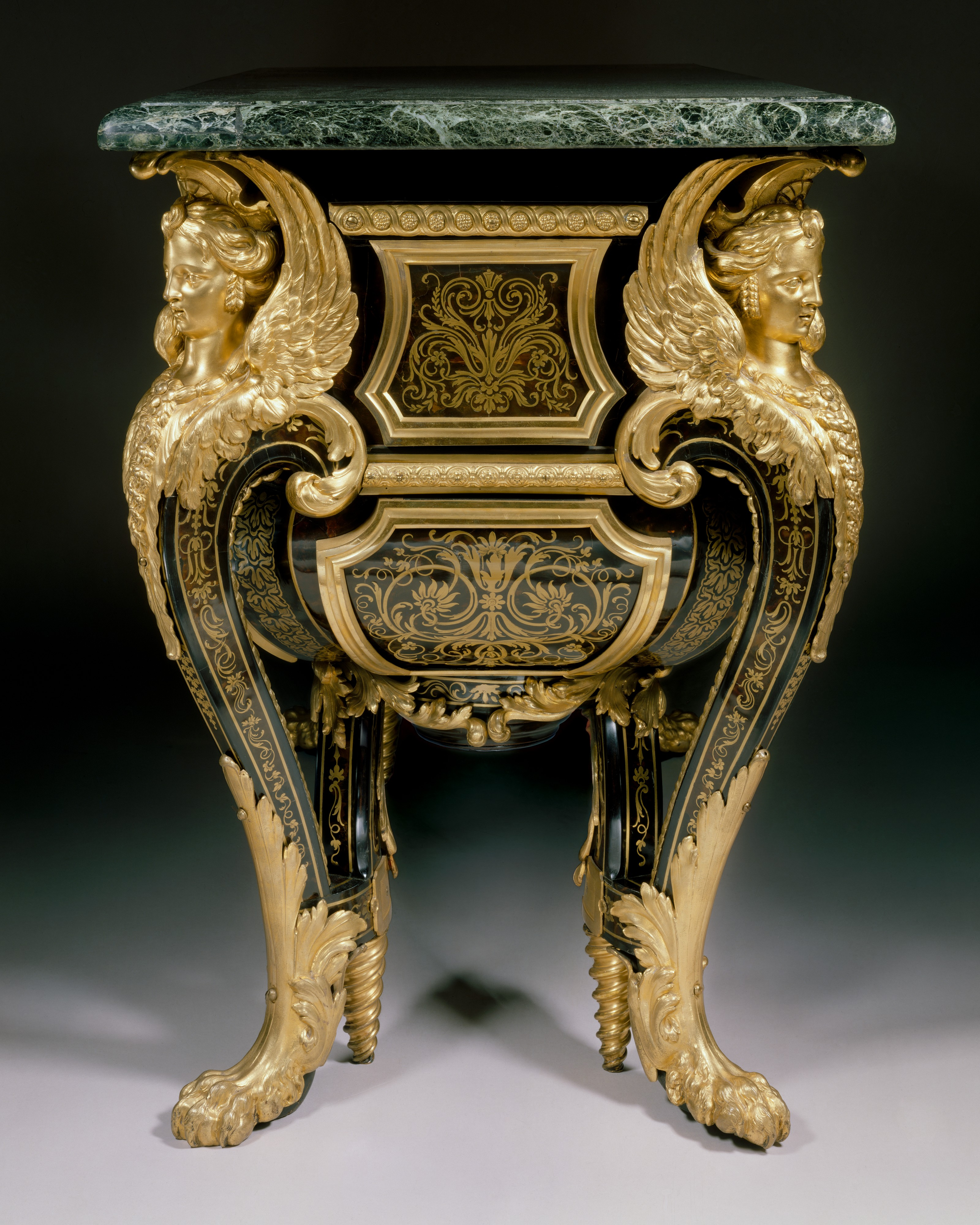
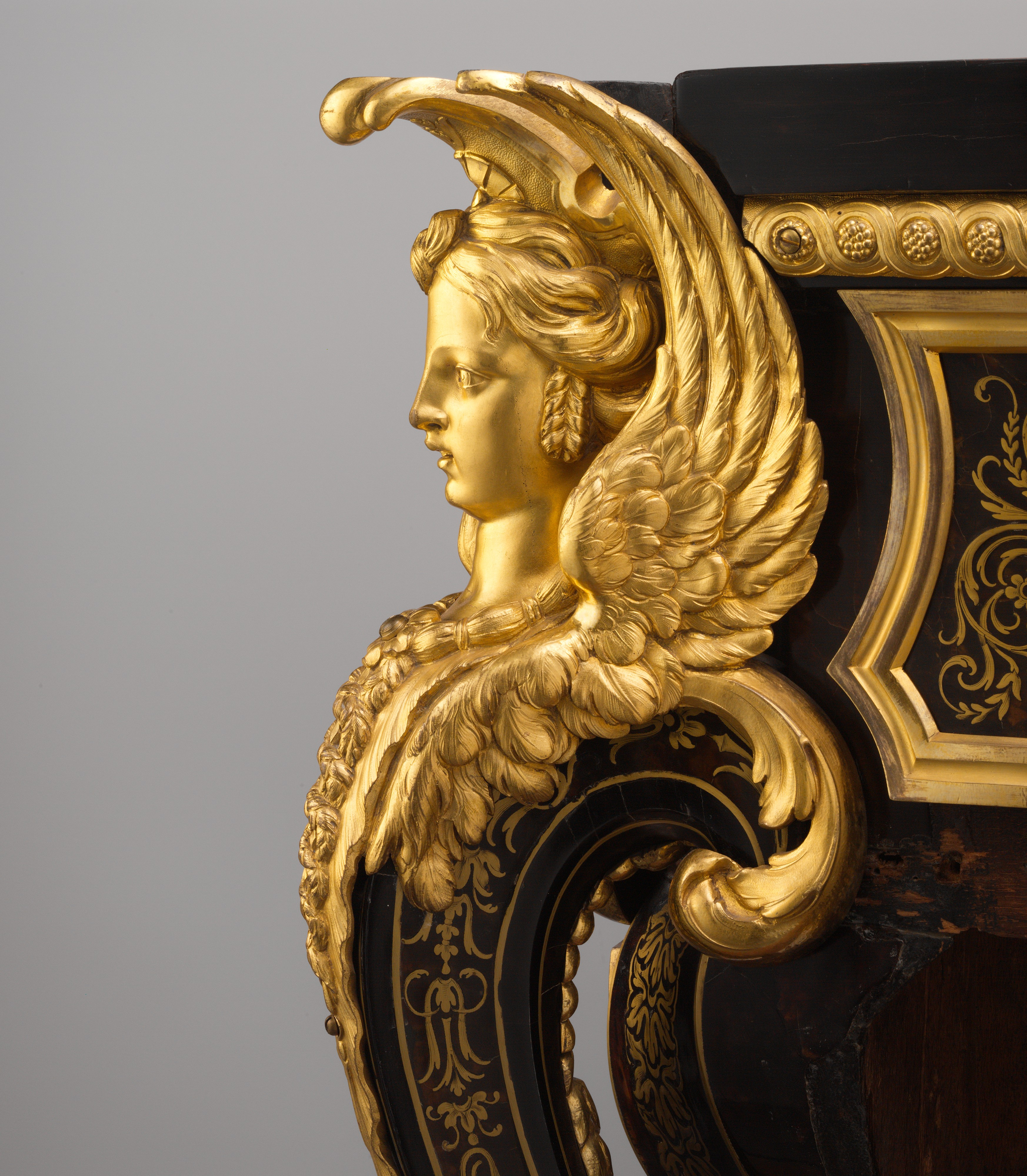
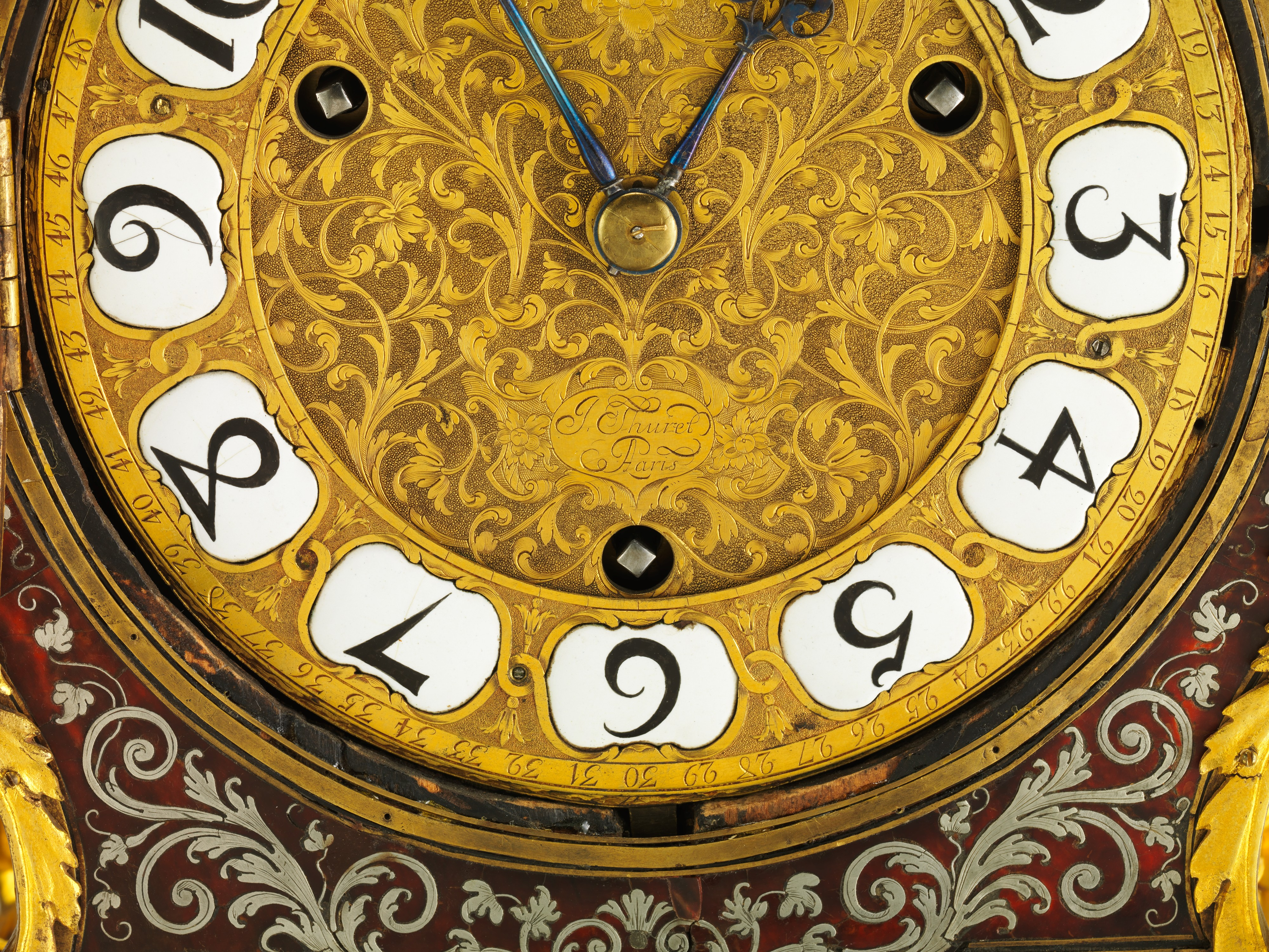